# Dave Thomas
David William Thomas (St. Catharines, 20 de maio de 1949) é um ator, diretor, produtor, roteirista, dublador e comediante canadense. Na década de 80, ele e Rick Moranis criaram e interpretaram os irmãos "Bob e Doug McKenzie", uma dupla de irmãos bobos que bebiam cerveja, usavam gorros e roupas de inverno e comentavam sobre a vida e cultura do Canadá. Os personagens apareciam no humorístico SCTV, mas ficaram muito populares e se tornaram um fenômeno da cultura pop no Canadá e nos Estados Unidos. Em 1983, a dupla ganhou um filme, Strange Brew e em 2007, uma série de desenho animado exibida pela Global.
Em 2003, ele e Moranis voltaram a viver irmãos, desta vez na animação Brother Bear, da Disney. Os dois forneceram as vozes para a atrapalhada dupla de alces Rutt e Tuke. Os dois reprisaram seus papéis na sequência Brother Bear 2 (2006).
Desde 2001, Thomas é diretor executivo e criativo da Animax Entertainment, um estúdio de animação situado em Culver City e especializado em entretenimento de marca, publicidade e curtas digitais para empresas como Disney, Warner Bros., NBC Universal e Kodak. Ele iniciou os trabalhos no videoblog
ArnoldSpeaks.com, onde fazia a voz de Arnold Schwarzenegger.

## Carreira
Iniciou sua carreira como redator na agência de publicidade McCann Erickson em 1974, ele se tornou o escritor principal de comerciais da Coca-Cola no Canadá durante um ano.
Ele foi um membro do elenco da produção do musical Godspell em Toronto, junto com Victor Garber, Martin Short, Eugene Levy, Gilda Radner e Andrea Martin. Paul Shaffer foi o diretor musical. Ele alcançou a fama pela primeira vez como membro do elenco da série de comédia canadense SCTV, juntando-se aos colegas de elenco de Godspell, Levy, Martin e mais tarde Short, além de Rick Moranis, John Candy, Harold Ramis, Catherine O'Hara, entre outros. Personagens notáveis de Thomas incluem Doug McKenzie da dupla "Bob e Doug McKenzie" e o inesquecível "Gourmet Gourmet".
Em 1993, co-estrelou Grace Under Fire, da ABC, com Brett Butler e Tom Poston por 5 temporadas. Em 1996, ele escreveu o livro SCTV: Behind the Scenes. De 1999 a 2002, ele dublou vários personagens na série animada Mission Hill.
Ele participou de diversos filmes de comédia, tais como como Stripes (1981), Sesame Street Presents: Follow That Bird (1985), Coneheads (1993), Rat Race (2001), Beethoven's 5th (2003), The Aristocrats (2005) e Santa's Slay (2005). Em 2004, ele dirigiu, roteirizou e atuou no filme Intern Academy.
Thomas teve uma longa carreira fazendo vozes para animação, incluindo Animaniacs, Duckman, CatDog, The Adventures of Tarzan, Justice League of America e vários papéis em The Simpsons, King of the Hill e Family Guy.
Em 2007, Thomas e Rick Moranis reprisaram seus papéis como Bob e Doug McKenzie em um especial de uma hora da CBC Television. O show contou com participações especiais de fãs dos irmãos McKenzie como Ben Stiller, Dave Foley, Tom Green, Paul Shaffer, Andy Dick, Matt Groening, Barry Pepper, Martin Short e Geddy Lee. O ex-primeiro ministro do Canadá, Paul Martin, foi o anfitrião. Em 2008, Thomas reviveram Bob e Doug McKenzie em uma nova série animada, Bob & Doug, exibida pela Global. Enquanto Thomas reprisou o personagem de Doug na nova série, Moranis optou por não dublar o personagem de Bob, que é dublado por Dave Coulier. Moranis está, no entanto, envolvido na série como produtor executivo.
Em novembro de 2009, Thomas recebeu um honoris causa em Letras de sua alma mater Universidade McMaster.
Em 2011, a empresa de Thomas, Animax, produziu outro programa de animação da MTV, intitulado Big Box, juntamente com vários curtas da internet, como Life With Dad.
Entre 2012 e 2013, Thomas fez participações em diversas séries como Comedy Bang! Bang! e How I Met Your Mother. Além disso, em 2013, Thomas teve um papel recorrente como Jeff Foxworthy em Bounty Hunters.
Thomas ingressou na equipe de roteiristas da série de Bones, a partir de 2013. Thomas trabalhou por duas temporadas em Bones, escrevendo vários episódios e trabalhando na equipe como produtor consultor por duas temporadas.
Em 2015, Thomas ingressou na equipe de redação da The Blacklist da NBC como produtor de consultoria.